# Västanå naturreservat
För andra betydelser, se Västanå.
Västanå är ett naturreservat i Gränna och Ölmstads socknar i Jönköpings kommun i Småland (Jönköpings län). Det är namngivet efter det närbelägna Västanå slott.
Området är skyddat sedan 1982 och är 161 hektar stort. Det är beläget 5 kilometer söder om Gränna och består av ädellövskog på platåliknande avsättningar. Västanå ligger i det område som kallas Östra Vätterbranterna. I området växer bokskog och där finns örtrika lövblandskogar med stort inslag av ädellövträd och gråal. På förkastningsbrantens övre delar växer hällmarkstallskog. Floran är rik liksom fågellivet. Inom området finns gott om med mark- och vedlevande svampar. I norra delen av reservatet rinner Röttleån genom en djup ravin.

I naturreservatet går flera vandringsleder och strövstigar; Johnbauerleden, Franciskusleden, Västanåleden och Röttlestigen.

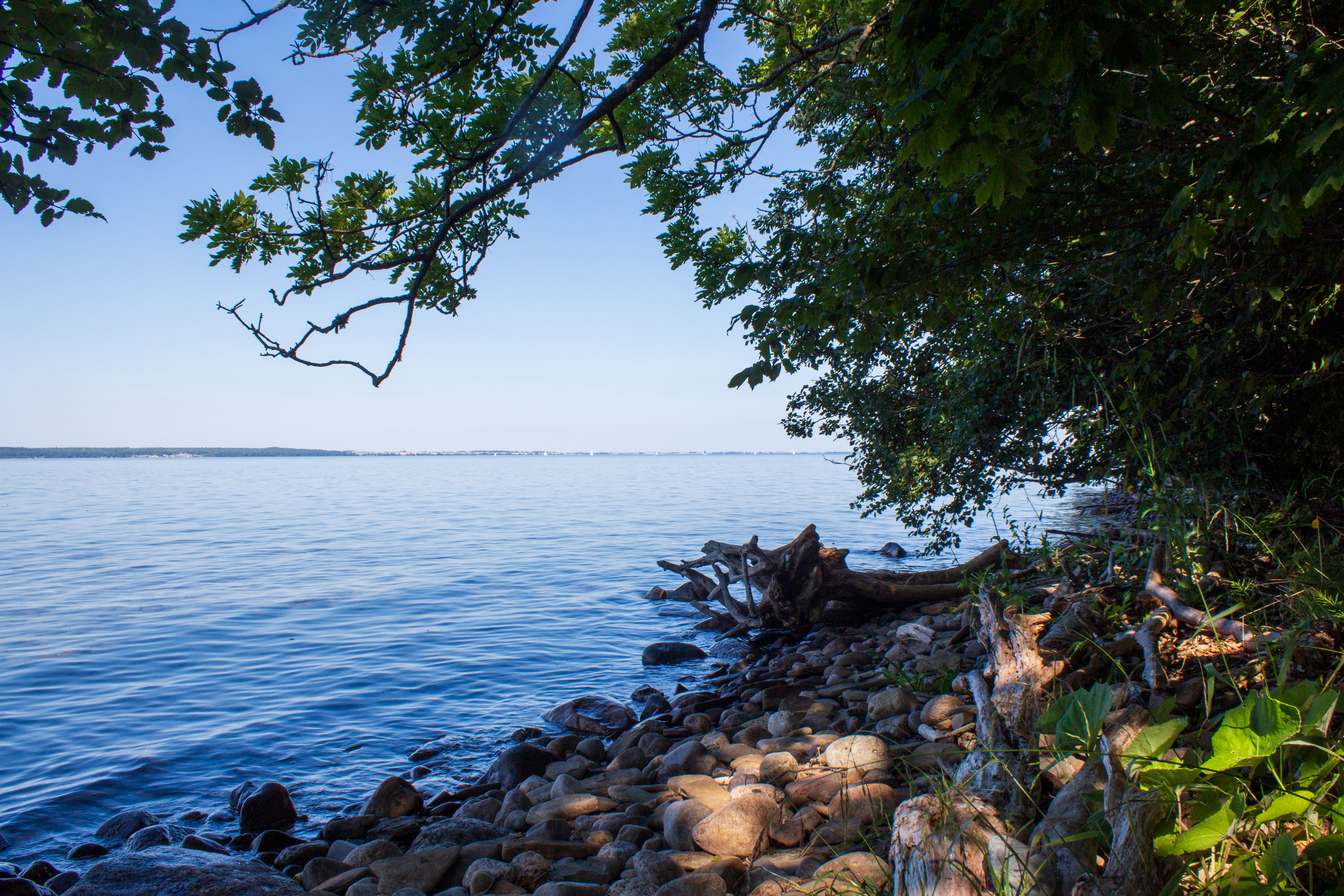
Utsikt över Vättern
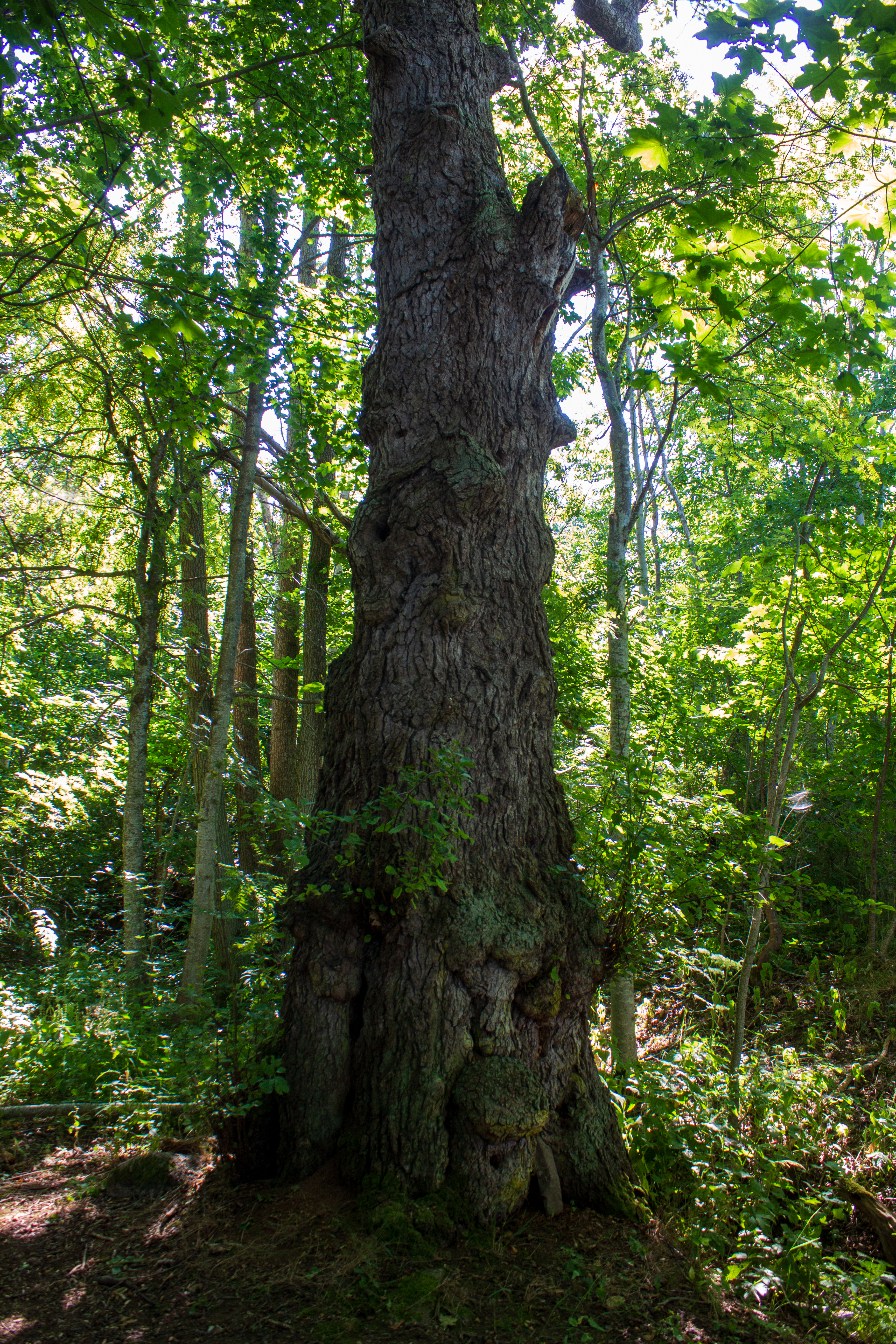
Gammalt träd
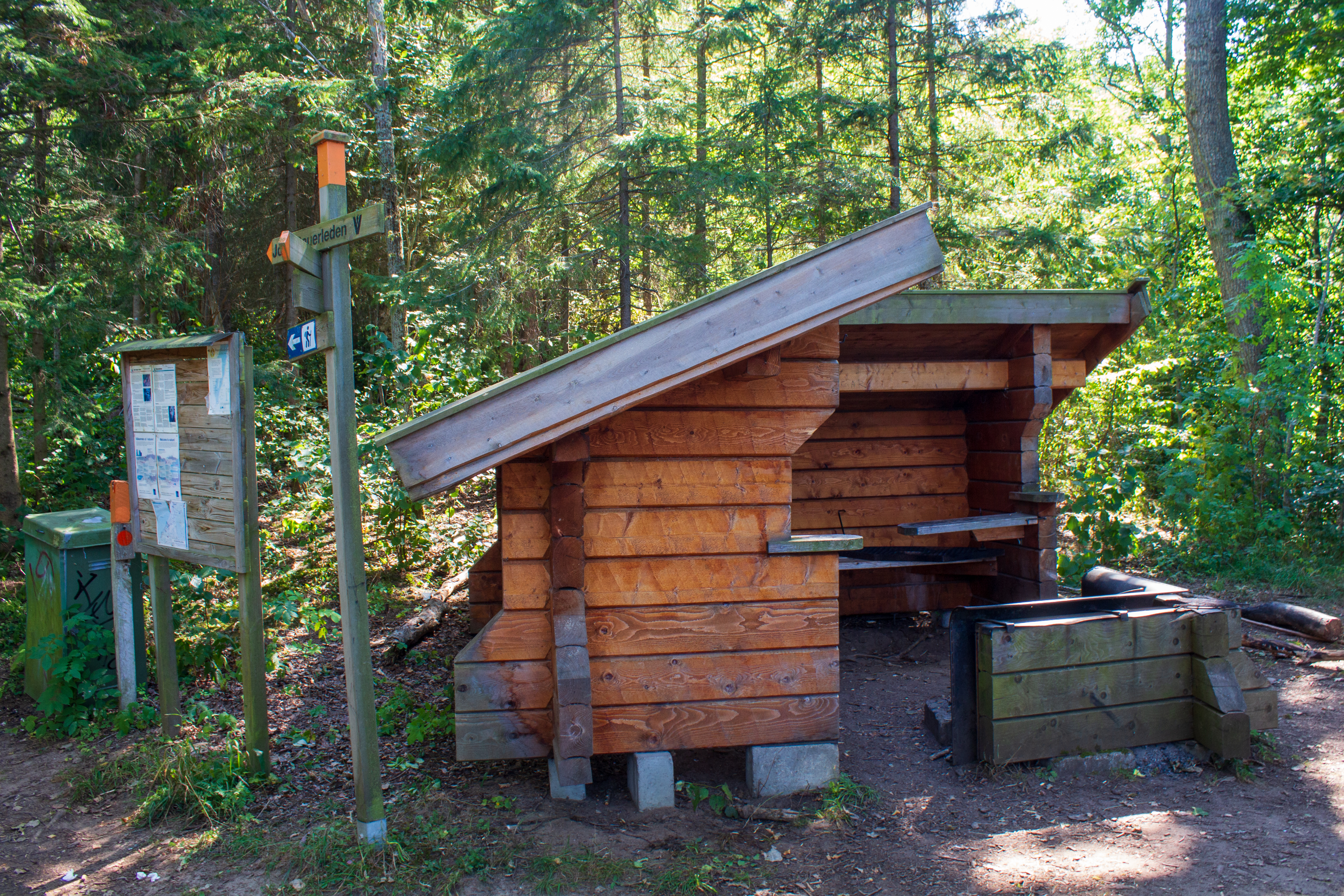
Rastplats
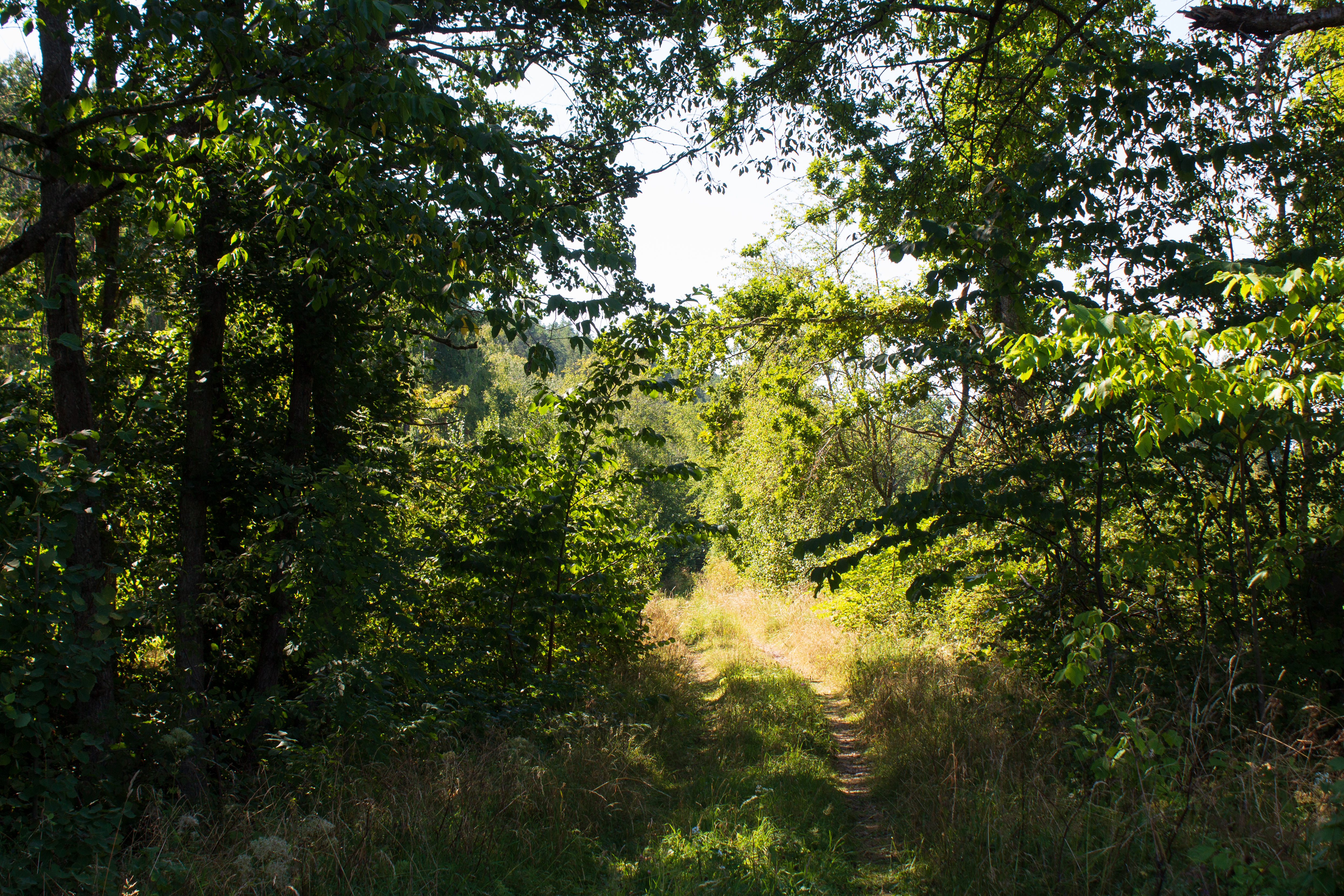
Övervuxen väg
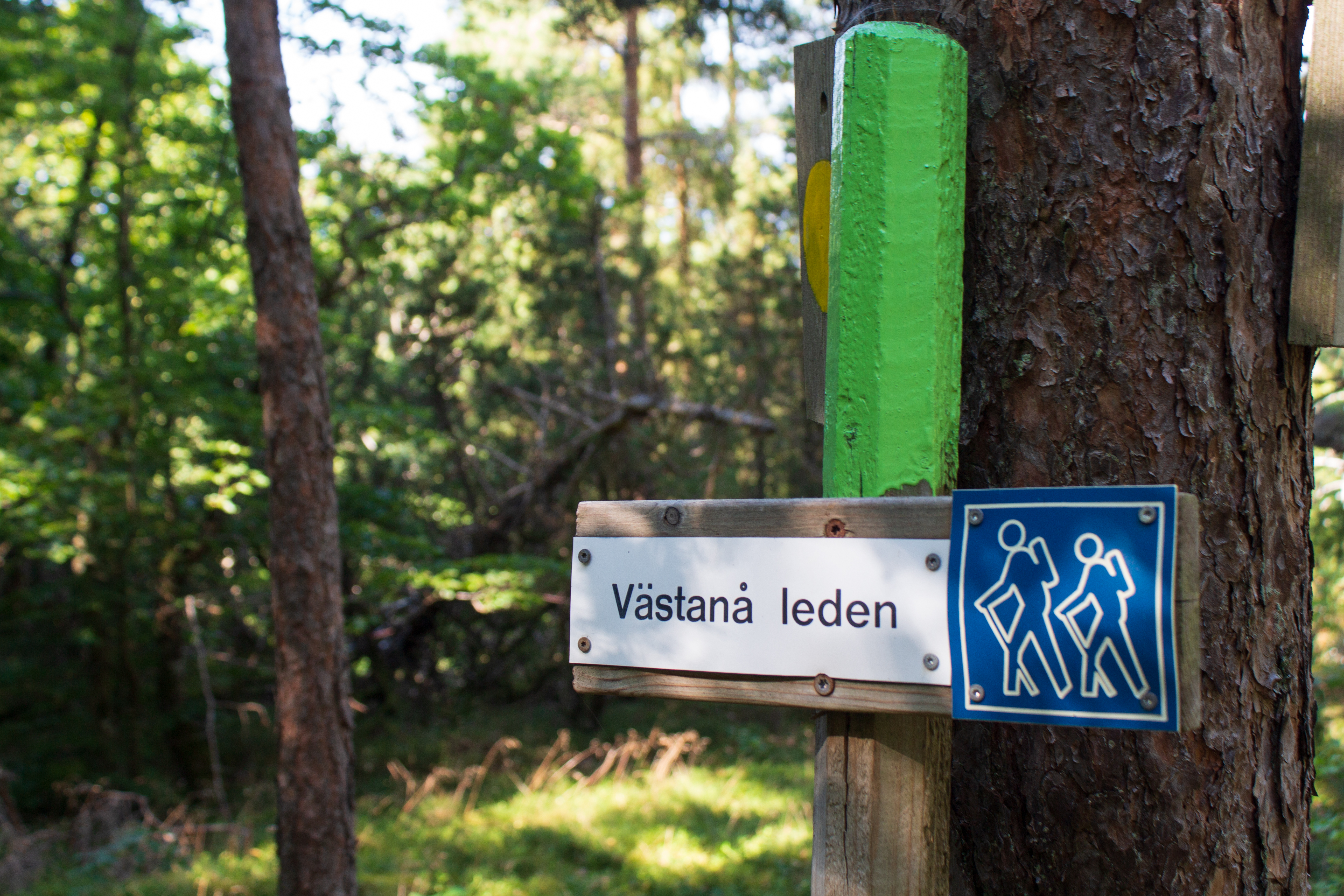
Västanåleden
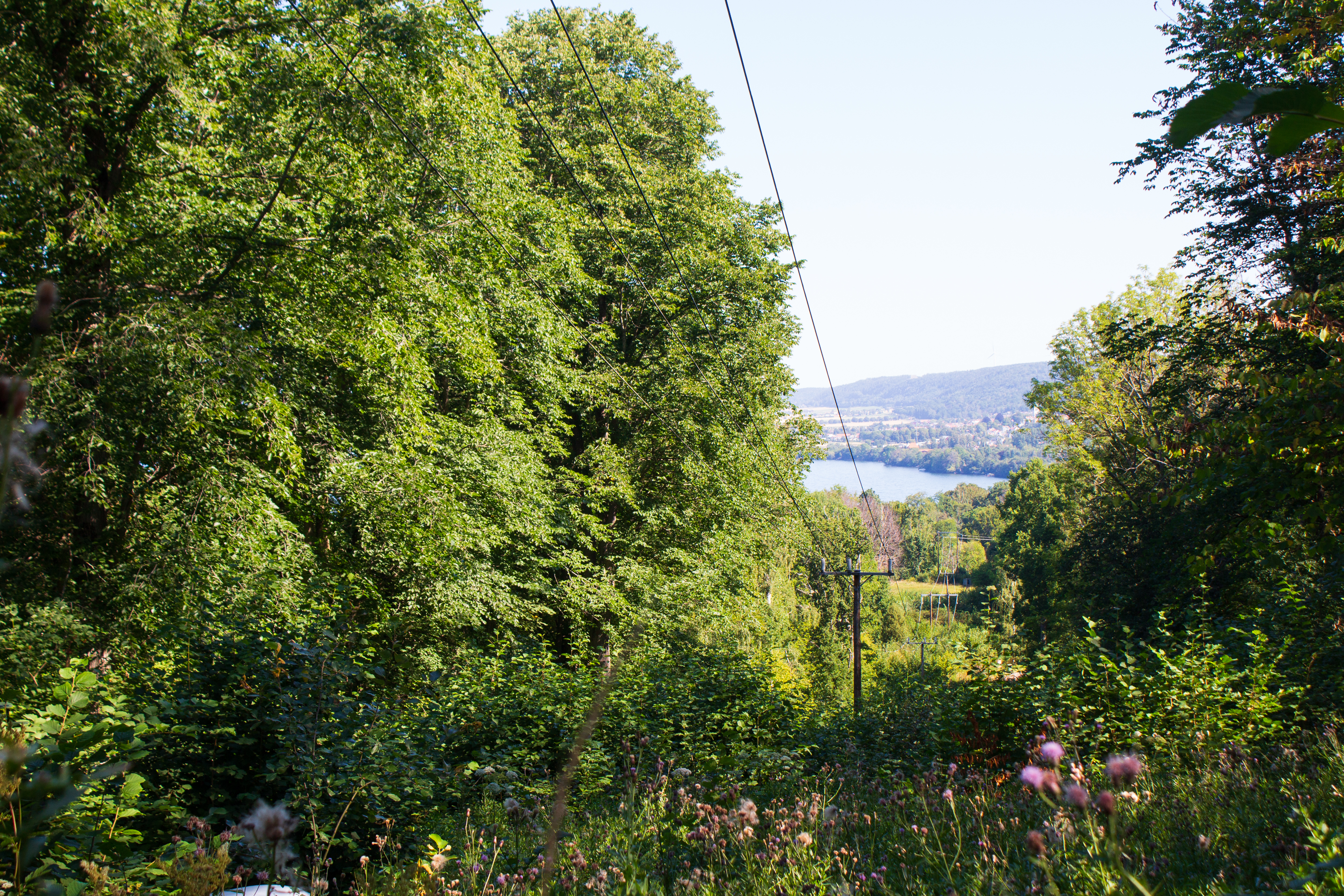
Vättern skymtar i fjärran
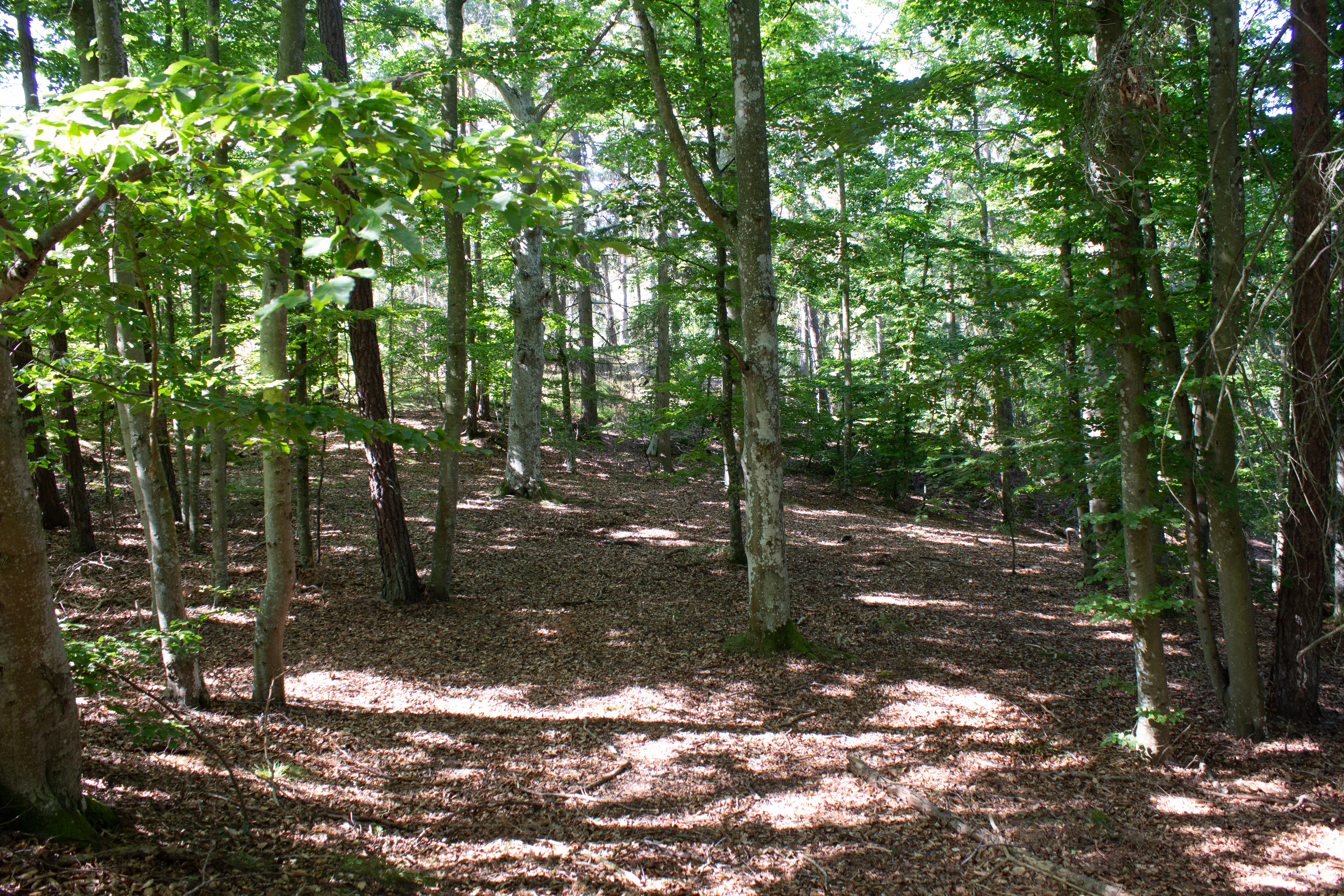
Lövskog
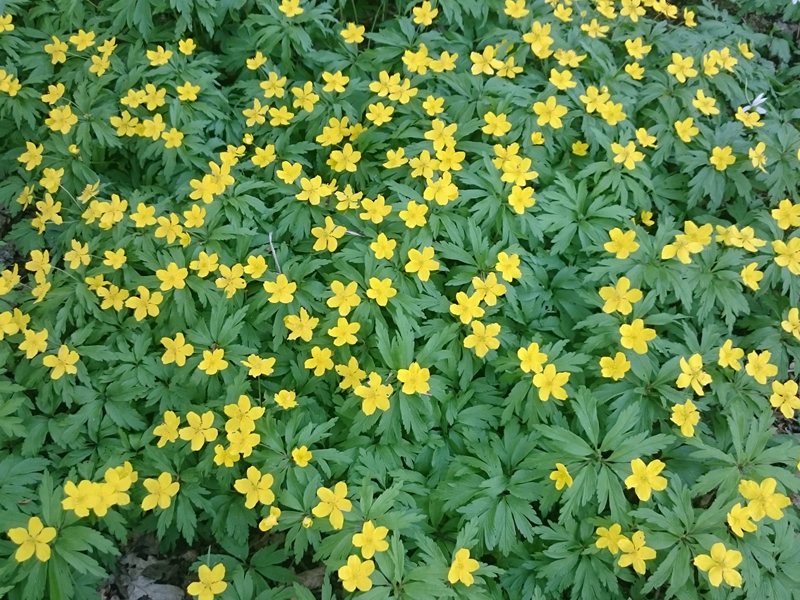
Gulsippor